# Yongjinglong
Yongjinglong datangi
Genre
Espèce
Yongjinglong est un genre éteint de dinosaures titanosaures du Crétacé inférieur, retrouvé dans la province de Gansu, en Chine.
L'espèce type et seule espèce, Yongjinglong datangi, a été décrite par Li et al. en 2014. 

## Étymologie
Le nom générique a été donné en référence au xian de Yongjing, près du lieu où les fossiles ont été retrouvés, et de long, signifiant « dragon » en chinois. Le nom spécifique a été donné en l'honneur de la dynastie Tang et de Tang Zhi-Lu de l'Institut de paléontologie des vertébrés et de paléoanthropologie.

## Description

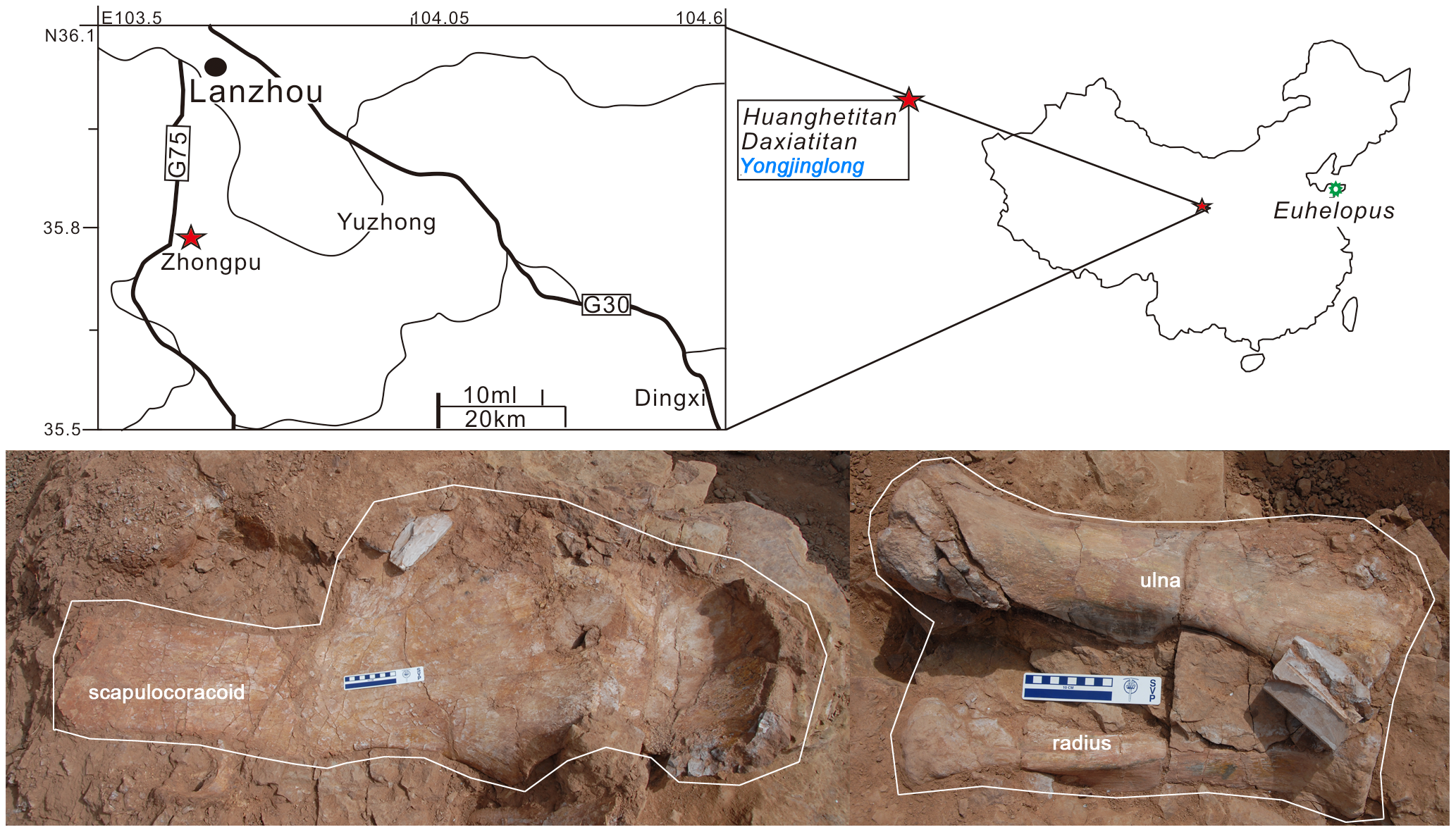
Fossiles in situ.

L'espèce type est basée sur l'holotype GSGM ZH(08)-04 découvert en 2008 par Li Daqing et You Hailu dans la formation géologique du groupe de Hekou (en). Il est composé de fragments de côtes, du scapulo-coracoïde gauche, de l'ulna droit, du radius, d'une quinzaine de vertèbres dont sept dorsales et de trois dents. Les restes fossiles sont conservés au Musée géologique du Gansu.
Les inventeurs du genre le place dans les clades des Somphospondyli et des Titanosauria, en groupe frère d'Opisthocoelicaudia.